# Landévennec
Landévennec település Franciaországban, Finistère megyében. Lakosainak száma 335 fő (2022. január 1.). Landévennec Argol és Telgruc-sur-Mer községekkel határos.

## Népesség
A település népességének változása:
| Lakosok száma | 523  | 377  | 374  | 349  | 341  | 335  | 337  | 345  | 342  | 335  |
|               | 1968 | 1982 | 1990 | 2006 | 2013 | 2015 | 2017 | 2019 | 2020 | 2022 |